# Næsbjerg Sogn
Næsbjerg Sogn er et sogn i Varde Provsti (Ribe Stift).
I 1800-tallet var Næsbjerg Sogn anneks til Øse Sogn. Begge sogne hørte til Skast Herred i Ribe Amt. De udgjorde Øse-Næsbjerg sognekommune, men senere blev hvert sogn en selvstændig sognekommune. Ved kommunalreformen i 1970 blev både Øse og Næsbjerg indlemmet i Helle Kommune, der ved strukturreformen i 2007 indgik i Varde Kommune.
I Næsbjerg Sogn ligger Næsbjerg Kirke.
I sognet findes følgende autoriserede stednavne:
- Agervig (bebyggelse, ejerlav)
- Biltoft (bebyggelse, ejerlav)
- Høkær Huse (bebyggelse)
- Kirkegårde (bebyggelse, ejerlav)
- Kløftbjerge (areal)
- Langmose Bjerge (areal)
- Møgelbjerg (areal)
- Næsbjerg (bebyggelse, ejerlav)
- Nørbæk (vandareal)
- Risbjerg (areal)
- Skonager (bebyggelse, ejerlav)
- Skonager Lilleå (vandareal)
- Skonagerlund (bebyggelse)
- Vestervang (bebyggelse)

En sag om hekseri i sognet hvor anklagen blev rettet mod kvinden Anne Christens i Skonager kørte i 1640. Kvinden blev frikendt.